# اسلة مرز (مقاطعة دهغلان)
اسلة مرز (بالفارسية: اسله مرز) هي قرية تقع في قسم ايلان الشمالي الريفي (مقاطعة دهغلان) في إيران. يقدر عدد سكانها بـ 159 نسمة بحسب إحصاء 2016.